# Anna Choukhman
Anna Choukhman (en russe : Анна Александровна Шухман) est une joueuse d'échecs russe née en 6 mai 2009, championne d'Asie junior en 2024 et championne du monde junior en 2025.
Au 1er mars 2025, elle est la 79e joueuse mondiale et la huitième joueuse junior (moins de 20 ans) avec un classement Elo de 2 365 points.

## Biographie et carrière
Anna Choukhman a remporté le championnat d'Europe des filles de moins de 10 ans en août 2019, marquant 8,5 points en 9 parties.
En novembre 2022, elle remporte le 64e championnat du monde de résolution de problèmes d'échecs disputé à Fujaïrah. Elle conserve son titre l'année suivante à Batoumi, terminant première féminine, troisième junior et 6ème de la compétition mixte.
En 2023, Anna Choukhman finit première ex æquo de la ligue supérieure du championnat de Russie d'échecs féminin, ce qui la qualifiait pour la super-finale du championnat de Russie féminin de 2023.
Lors du championnat du monde d'échecs de parties rapides des filles de 2023 disputé à Batoumi, elle marqua 8,5 points sur 11 et finit  première ex æquo (troisième au départage).
En octobre 2024, elle remporte le championnat d'Asie junior avec 8 points sur 9.
Elle remporte le championnat du monde d'échecs junior féminin en 2025.